# 8929 Haginoshinji
8929 Haginoshinji este un asteroid din centura principală de asteroizi.

## Descriere
8929 Haginoshinji este un asteroid din centura principală de asteroizi. A fost descoperit pe 29 decembrie 1996 la Ōizumi de Takao Kobayashi. El prezintă o orbită caracterizată de o semiaxă mare de 2,34 ua, o excentricitate de 0,14 și o înclinație de 5,7° în raport cu ecliptica.